# ヤシュワント・シンハ
ヤシュワント・シンハ（Yashwant Sinha, 1937年11月6日 - ）は、インドの元公務員、政治家。財務大臣（1990年-1991年、1998年-2002年）や外務大臣（2002年-2004年）などの重要ポストを歴任した。かつてはインド人民党（BJP）の上級メンバーにせんしゅつされていたが、その後2018年4月に離党している。
2021年3月に全インド草の根会議派（AITC）に参加。その後2022年大統領選挙に統一野党候補として出馬するため、AITCを離党した。選挙ではBJP率いる政党連合、国民民主同盟（NDA）候補のドラウパディ・ムルムに敗れ、落選した。

## 生い立ち
ビハール州パトナのカヤスタ階級の家庭に生まれる。パトナ大学で歴史学、同大学院修士課程で政治学を学び1958年に卒業。その後1962年までの5年間、同大で教鞭をとった。

## 公務員として
1960年に国家公務員となり、24年以上にわたり重要なポストを歴任した。キャリアの中では副県政務官や県政務官、ビハール州財務局で課長補佐（Under Secretary）、課長（Deputy Secretary）ポストを務めた。また、インド商務省の課長（Deputy Secretary）も務めた。
1971年から1973年にかけて、一等書記官（商務担当）として西ドイツの首都ボンに赴任。続いて1974年までフランクフルト総領事として赴任した。この分野で7年以上働いたのち、欧州経済共同体（EEC）とインドとの貿易に関する業務に従事した。その後はビハール州産業・インフラ局やインド産業省で働き、通商や貿易、知財等の業務に従事した。
その後、1980年からインド通商省次官補（Joint Secretary）として陸運や港湾などを担当し、1984年に退職した。

## 政治家として

### ジャナタ党時代
1984年に公務員を退官したシンハは、ジャナタ党員として精力的に活動した。そして1986年には同党の全インド事務局長に就任し、1988年にインド上院（ラージヤ・サバー）議員となった。
1989年にジャナタ・ダルが結党されると彼はその事務局長に選出され、1990年にはチャンドラ・シェーカル内閣で財務大臣に就任した。

### インド人民党時代
1996年、彼はインド人民党のスポークスパーソンに就任した。そして1998年には同党から立候補し、下院（ローク・サバー）議員となった。1998年には再び財務大臣に就任し、その後2002年には外務大臣となった。2004年総選挙ではインド共産党候補に敗れて落選したが、2005年には再入閣を果たしている。そして2009年6月、インド人民党副代表の座を退いた。2014年に行われた総選挙でも次期首相候補にBJP党首のナレンドラ・モディを推薦するなど良好な関係を維持していたが、2018年にインド人民党を離れた。その際には離党理由として「民主主義が大きな危険にさらされているから」とコメントしている。

### 大統領選挙
2021年3月、彼はかつて所属していたインド人民党候補と戦うため、全インド草の根会議派に入党した。そして同月中に党首マムター・バナルジーから副党首に任命されている。そして2022年大統領選挙では野党統一候補として立候補したが、人民党候補のドラウパディ・ムルムに敗れて落選した。